# Подкорен
Подкорен (словен. Podkoren) — поселення в общині Кранська Гора, Горенський регіон, Словенія. Висота над рівнем моря: 860,6 м.